# Selbhorn
Das Selbhorn ist mit einer Höhe von 2655 m ü. A. der höchste Gipfel des Steinernen Meeres, dem nach Fläche ausgedehntesten der neun Bergstöcke der Berchtesgadener Alpen. Wie der größte Teil des Gebirgsstocks gehört auch das Selbhorn (sogar zur Gänze) zu Österreich. Ein Gipfelkreuz krönt den niedrigeren Südgipfel des Selbhorns (2642 m), ein zweites, später erbautes, den eigentlichen Hauptgipfel. Bekannter als das Selbhorn ist sein Nachbar, die formschöne, aber geringfügig niedrigere Schönfeldspitze (2653 m).

## Beschreibung
Von Süden wirkt das Selbhorn wie ein steiler Felsdom. Von der Hochfläche des Steinernen Meeres betrachtet erkennt man, dass es mit einem langen Felsgrat gegen die Hochbrunnsulzenscharte zieht. Dieser Selbhorngrat ähnelt dem schuppengepanzerten Rücken einer riesigen Echse. Die Scharte „Hochbrunnsulzen“ wird zum Beispiel bei einer Überquerung des Steinernen Meeres vom Hochkönig aus überschritten.

## Anstieg
Am schnellsten kann der Gipfel von Maria Alm über die Luegscharte in unschwieriger Kletterei (Schwierigkeit UIAA I) in etwa 5–6 Stunden erreicht werden. Wie die anderen Südgipfel des Steinernen Meeres bietet das Selbhorn großartige Ausblicke auf die Zentralalpen, besonders auf die Hohen Tauern mit dem Großglockner, dem höchsten Gipfel Österreichs (3797 m).